# Monterey Sports Car Championships 2002
Navigation
Édition précédente Édition suivante
Le Monterey Sports Car Championships 2002, disputé sur le 22 septembre 2002 sur le circuit de Laguna Seca est la huitième manche de l'American Le Mans Series 2002.

## Course

### Classement de la course
Classement final de la course (vainqueurs de catégorie en gras), :
| Pos.   | Catégorie | N° | Écurie                   | Pilotes                                  | Châssis                          | Pneus | Tours/Abandon |
| Pos.   | Catégorie | N° | Écurie                   | Pilotes                                  | Moteur                           | Pneus | Tours/Abandon |
| ------ | --------- | -- | ------------------------ | ---------------------------------------- | -------------------------------- | ----- | ------------- |
| 1      | LMP900    | 1  | Audi Sport North America | Emanuele Pirro Frank Biela               | Audi R8                          | M     | 112           |
| 1      | LMP900    | 1  | Audi Sport North America | Emanuele Pirro Frank Biela               | Audi 3.6L Turbo V8               | M     | 112           |
| 2      | LMP900    | 38 | Champion Racing          | Johnny Herbert Stefan Johansson          | Audi R8                          | M     | 112           |
| 2      | LMP900    | 38 | Champion Racing          | Johnny Herbert Stefan Johansson          | Audi 3.6L Turbo V8               | M     | 112           |
| 3      | LMP900    | 8  | Team Cadillac            | Max Angelelli JJ Lehto                   | Cadillac Northstar LMP-02        | M     | 111           |
| 3      | LMP900    | 8  | Team Cadillac            | Max Angelelli JJ Lehto                   | Cadillac Northstar 4.0L Turbo V8 | M     | 111           |
| 4      | LMP900    | 2  | Audi Sport North America | Tom Kristensen Rinaldo Capello           | Audi R8                          | M     | 111           |
| 4      | LMP900    | 2  | Audi Sport North America | Tom Kristensen Rinaldo Capello           | Audi 3.6L Turbo V8               | M     | 111           |
| 5      | LMP900    | 50 | Panoz Motor Sports       | David Brabham Jan Magnussen              | Panoz LMP01 Evo                  | M     | 110           |
| 5      | LMP900    | 50 | Panoz Motor Sports       | David Brabham Jan Magnussen              | Élan 6L8 6.0L V8                 | M     | 110           |
| 6      | LMP900    | 51 | Panoz Motor Sports       | Bryan Herta Bill Auberlen                | Panoz LMP01 Evo                  | M     | 110           |
| 6      | LMP900    | 51 | Panoz Motor Sports       | Bryan Herta Bill Auberlen                | Élan 6L8 6.0L V8                 | M     | 110           |
| 7      | LMP675    | 11 | KnightHawk Racing        | Claudia Hürtgen Steven Knight Chad Block | MG-Lola EX257                    | A     | 109           |
| 7      | LMP675    | 11 | KnightHawk Racing        | Claudia Hürtgen Steven Knight Chad Block | MG (AER) XP20 2.0L Turbo I4      | A     | 109           |
| 8      | LMP675    | 16 | Dyson Racing Team        | Butch Leitzinger James Weaver            | MG-Lola EX257                    | G     | 108           |
| 8      | LMP675    | 16 | Dyson Racing Team        | Butch Leitzinger James Weaver            | MG (AER) XP20 2.0L Turbo I4      | G     | 108           |
| 9      | LMP675    | 37 | Intersport               | Jon Field Rick Sutherland                | MG-Lola EX257                    | G     | 106           |
| 9      | LMP675    | 37 | Intersport               | Jon Field Rick Sutherland                | MG (AER) XP20 2.0L Turbo I4      | G     | 106           |
| 10     | LMP900    | 30 | Intersport               | Clint Field Mike Neuhaus                 | Lola B2K/10B                     | G     | 105           |
| 10     | LMP900    | 30 | Intersport               | Clint Field Mike Neuhaus                 | Judd GV4 4.0L V10                | G     | 105           |
| 11     | LMP675    | 13 | Archangel Motorsports    | Ben Devlin Andy Lally                    | Lola B2K/40                      | D     | 105           |
| 11     | LMP675    | 13 | Archangel Motorsports    | Ben Devlin Andy Lally                    | Ford (Millington) 2.0L Turbo I4  | D     | 105           |
| 12     | LMP900    | 27 | Chamberlain              | Christian Vann Milka Duno                | Dome S101                        | G     | 104           |
| 12     | LMP900    | 27 | Chamberlain              | Christian Vann Milka Duno                | Judd GV4 4.0L V10                | G     | 104           |
| 13     | GTS       | 33 | Prodrive                 | Tomáš Enge Peter Kox                     | Ferrari 550-GTS Maranello        | M     | 104           |
| 13     | GTS       | 33 | Prodrive                 | Tomáš Enge Peter Kox                     | Ferrari 5.9L V12                 | M     | 104           |
| 14     | GTS       | 26 | Konrad Motorsport        | Franz Konrad Terry Borcheller            | Saleen S7-R                      | P     | 104           |
| 14     | GTS       | 26 | Konrad Motorsport        | Franz Konrad Terry Borcheller            | Ford 7.0L V8                     | P     | 104           |
| 15 DNF | GTS       | 4  | Corvette Racing          | Andy Pilgrim Kelly Collins               | Chevrolet Corvette C5-R          | G     | 102           |
| 15 DNF | GTS       | 4  | Corvette Racing          | Andy Pilgrim Kelly Collins               | Chevrolet 7.0L V8                | G     | 102           |
| 16     | GT        | 23 | Alex Job Racing          | Sascha Maassen Lucas Luhr                | Porsche 911 GT3 RS (996)         | M     | 100           |
| 16     | GT        | 23 | Alex Job Racing          | Sascha Maassen Lucas Luhr                | Porsche 3.6L Flat-6              | M     | 100           |
| 17     | LMP675    | 56 | Team Bucknum Racing      | Jeff Bucknum Chris McMurry Bryan Willman | Pilbeam MP84                     | A     | 100           |
| 17     | LMP675    | 56 | Team Bucknum Racing      | Jeff Bucknum Chris McMurry Bryan Willman | Nissan (AER) VQL 3.4L V6         | A     | 100           |
| 18     | LMP675    | 55 | Team Bucknum Racing      | Bret Arsenault Pierre Ehret              | Pilbeam MP84                     | A     | 99            |
| 18     | LMP675    | 55 | Team Bucknum Racing      | Bret Arsenault Pierre Ehret              | Nissan (AER) VQL 3.0L V6         | A     | 99            |
| 19     | GT        | 35 | Risi Competizione        | Ralf Kelleners Anthony Lazzaro           | Ferrari 360 Modena GT            | P     | 99            |
| 19     | GT        | 35 | Risi Competizione        | Ralf Kelleners Anthony Lazzaro           | Ferrari 3.6L V8                  | P     | 99            |
| 20     | GT        | 66 | The Racer's Group        | Kevin Buckler Brian Cunningham           | Porsche 911 GT3 RS (996)         | M     | 99            |
| 20     | GT        | 66 | The Racer's Group        | Kevin Buckler Brian Cunningham           | Porsche 3.6L Flat-6              | M     | 99            |
| 21     | GTS       | 45 | American Viperacing      | Marino Franchitti Marc Bunting           | Dodge Viper GTS-R                | P     | 97            |
| 21     | GTS       | 45 | American Viperacing      | Marino Franchitti Marc Bunting           | Dodge 8.0L V10                   | P     | 97            |
| 22     | GT        | 67 | The Racer's Group        | Michael Schrom Vic Rice                  | Porsche 911 GT3 RS (996)         | M     | 97            |
| 22     | GT        | 67 | The Racer's Group        | Michael Schrom Vic Rice                  | Porsche 3.6L Turbo Flat-6        | M     | 97            |
| 23     | GT        | 43 | Orbit                    | Leo Hindery Peter Baron                  | Porsche 911 GT3 RS (996)         | M     | 96            |
| 23     | GT        | 43 | Orbit                    | Leo Hindery Peter Baron                  | Porsche 3.6L Flat-6              | M     | 96            |
| 24     | GT        | 52 | Seikel Motorsport        | Hugh Plumb Andrew Bagnall Tony Burgess   | Porsche 911 GT3 RS (996)         | Y     | 96            |
| 24     | GT        | 52 | Seikel Motorsport        | Hugh Plumb Andrew Bagnall Tony Burgess   | Porsche 3.6L Flat-6              | Y     | 96            |
| 25     | GT        | 22 | Alex Job Racing          | Timo Bernhard Jörg Bergmeister           | Porsche 911 GT3 RS (996)         | M     | 96            |
| 25     | GT        | 22 | Alex Job Racing          | Timo Bernhard Jörg Bergmeister           | Porsche 3.6L Flat-6              | M     | 96            |
| 26     | GT        | 83 | Rennwerks Motorsports    | Richard Steranka Dave Standridge         | Porsche 911 GT3 R (996)          | D     | 96            |
| 26     | GT        | 83 | Rennwerks Motorsports    | Richard Steranka Dave Standridge         | Porsche 3.6L Flat-6              | D     | 96            |
| 27 DNF | GT        | 79 | J-3 Racing               | Justin Jackson Mike Fitzgerald           | Porsche 911 GT3 RS (996)         | P     | 76            |
| 27 DNF | GT        | 79 | J-3 Racing               | Justin Jackson Mike Fitzgerald           | Porsche 3.6L Flat-6              | P     | 76            |
| 28 DNF | LMP900    | 7  | Team Cadillac            | Emmanuel Collard Éric Bernard            | Cadillac Northstar LMP-02        | M     | 57            |
| 28 DNF | LMP900    | 7  | Team Cadillac            | Emmanuel Collard Éric Bernard            | Cadillac Northstar 4.0L Turbo V8 | M     | 57            |
| 29 DNF | GTS       | 3  | Corvette Racing          | Ron Fellows Johnny O'Connell             | Chevrolet Corvette C5-R          | G     | 41            |
| 29 DNF | GTS       | 3  | Corvette Racing          | Ron Fellows Johnny O'Connell             | Chevrolet 7.0L V8                | G     | 41            |
| 30 DNF | GTS       | 0  | Team Olive Garden        | Mimmo Schiattarella Emanuele Naspetti    | Ferrari 550 GTS Maranello        | M     | 22            |
| 30 DNF | GTS       | 0  | Team Olive Garden        | Mimmo Schiattarella Emanuele Naspetti    | Ferrari 6.0L V12                 | M     | 22            |
| 31 DNF | GTS       | 44 | American Viperacing      | Jeff Altenburg Tom Weickardt             | Dodge Viper GTS-R                | P     | 10            |
| 31 DNF | GTS       | 44 | American Viperacing      | Jeff Altenburg Tom Weickardt             | Dodge 8.0L V10                   | P     | 10            |
| 32 DNF | LMP675    | 62 | Team Spencer Motorsports | Dennis Spencer Rich Grupp Ryan Hampton   | Lola B2K/42                      | A     | 9             |
| 32 DNF | LMP675    | 62 | Team Spencer Motorsports | Dennis Spencer Rich Grupp Ryan Hampton   | Mazda 1.3L 2-Rotor               | A     | 9             |